# Bob Iger
Robert Allen Iger, detto Bob (New York, 10 febbraio 1951), è un imprenditore statunitense; dal 2022 è amministratore delegato di The Walt Disney Company, ruolo che aveva già ricoperto dal 2005 al 2020.
Diventato presidente della Disney nel 2000, è succeduto a Michael Eisner come amministratore delegato cinque anni più tardi. È stato il responsabile dell'acquisto da parte di Disney dei marchi Pixar nel 2006 (che all'epoca era di proprietà di Steve Jobs), Marvel nel 2009, Lucasfilm nel 2012 e 21st Century Fox nel 2019.
Nel novembre del 2022 ha ripreso il ruolo di CEO in Disney, succedendo a Bob Chapek, dopo che quest'ultimo ha dichiarato di voler separare Disney dalla politica.

## Biografia
Nasce a New York da famiglia ebrea. Il padre, Arthur, veterano della seconda guerra mondiale, insegna pubblicità e pubbliche relazioni; la madre, Mimi, lavora in una scuola a Oceanside, Long Island. E a Long Island Bob trascorre l'infanzia frequentando la Fulton Avenue School e diplomandosi alla Oceanside High School nel 1969. Da ragazzo sogna di fare il giornalista televisivo, così studia alla scuola di comunicazione dell'Ithaca College, non lontano da New York. Debutta sul piccolo schermo già da studente come conduttore di uno show televisivo della sua università, Campus probe. Si laurea nel 1973 in Scienze della televisione e della radio con il massimo dei voti e la lode, un anno più tardi inizia a lavorare alla ABC Television. Non come giornalista ma come manager, diventando responsabile operativo della società che controlla la tv.
Nel 1996 la Walt Disney compra la ABC, nel 1999 Bob Iger è nominato presidente di Walt Disney International e nel 2000 responsabile operativo di tutto il gruppo, diventando il numero due sotto il CEO e presidente Michael Eisner. Nel marzo 2005 è nominato amministratore delegato con l'appoggio di Roy E. Disney, il nipote del fondatore, in disaccordo con la strategia portata avanti da Eisner: in particolare lo critica per non aver saputo gestire i rapporti con lo studio di animazione Pixar e con il suo proprietario Steve Jobs. Una volta in carica, in ottobre, una delle prime iniziative di Iger è proprio quella di ricucire i rapporti con Jobs considerando la Pixar elemento fondamentale per la rivitalizzazione dei cartoni animati Disney.
Oltre all'espansione internazionale del gruppo e al rilancio dei contenuti creativi, l'innovazione tecnologica è infatti uno dei tre punti-chiave della strategia di Iger che nel gennaio 2006 acquisisce per 7,4 miliardi di dollari proprio la Pixar. Steve Jobs diventa il maggior azionista privato di Disney e la Disney è la prima società a mettere le sue produzioni tv su iTunes (Apple), fruibili sull'iPod, ed è tra le prime a sviluppare applicazioni per l'iPhone e l'iPad. Disney e la Pixar produrranno film come Toy Story. Sempre quell'anno Bob Iger rileva dalla NBC Universal i diritti della prima star di Walt Disney, Oswald the Lucky Rubbit (Oswald il coniglio fortunato).
Nella strategia di rinvigorire la Walt Disney Company Iger acquisisce nel 2009 per 4 miliardi di dollari la Marvel e nel 2012 la Lucasfilm per 4,06 miliardi, rileva anche i diritti per una serie di film di successo, da Star Wars a Indiana Jones, producendone anche dei nuovi. Iniziative positive per gli incassi nei botteghini (oltre 2 miliardi di dollari nel dicembre 2015 solo con l'uscita del film Star Wars: The Force Awakens) e il merchandising e per generare attrazioni nei parchi Disneyland (nel 2016 apre il Shanghai Disney Resort che si aggiunge a quello già esistente da tempo di Hong Kong).
Nell'ottobre 2017 Iger annuncia che lascerà gli incarichi nella Walt Disney a metà del 2019. Due mesi più tardi, nel dicembre 2017, rileva da Rupert Murdoch per 52,4 miliardi di dollari la maggioranza della 21st Century Fox fra cui gli studi televisivi e cinematografici, le tv via cavo FX e National Geographic, una serie di canali regionali sportivi americani, il 39% della pay tv europea Sky e la tv Star India. L'operazione comporta uno scambio di azioni per cui alla fine, secondo le stime dell'agenzia finanziaria Bloomberg, la famiglia Murdoch diventa proprietaria del 5% di Disney. Condizione posta nell'accordo: che Bob Iger rimanga Ceo dell'azienda sino al 2021.
Nel luglio 2018, sotto la guida di Iger, gli azionisti della Disney e della 21st Century Fox hanno approvato un accordo per consentire alla Disney di acquistare gli asset della Fox. L'accordo è stato finalizzato a marzo 2019.
Il 25 febbraio 2020, Bob Iger si dimette ufficialmente come CEO della Disney affermando che "Con il successo del lancio di Disney+ e il completo acquisto della Fox avvenuto tempo fa, credo che questo sia il momento per lasciare il posto ad un nuovo CEO". Nello stesso giorno venne nominato il sostituto di Iger come CEO dell'azienda, Bob Chapek. Nel corso dell'aprile 2020, la Disney richiama Iger come presidente esecutivo per aiutare la società durante la pandemia del Covid-19. Nel novembre del 2022 ha ripreso il ruolo di CEO in Disney, succedendo a Bob Chapek.

## Vita privata
Sposato due volte, dal primo matrimonio, concluso con un divorzio, ha due figlie: Kathleen Pamela e Amanda. Si è risposato nel 1995 a New York con Willow Bay, con cui ha altri due figli: Robert Maxwell "May" e William.

## In politica
È stato tra i responsabili della raccolta-fondi per la campagna elettorale di Hillary Clinton nel 2016. Nel dicembre 2016 è entrato a far parte dell'Advisor Council del neo presidente Donald Trump, dimettendosi un paio di mesi più tardi dopo che Trump si è ritirato dall'accordo sul clima di Parigi. Ha lasciato anche la tessera del Partito Democratico, pur continuando a sostenere, propagandare e finanziare quest'ultimo e le sue campagne e politiche.